# Petrovsko
Petrovsko est un village et une municipalité située dans le comitat de Krapina-Zagorje, en Croatie. Au recensement de 2001, la municipalité comptait 3 022 habitants, dont 99,64 % de Croates et le village seul comptait 247 habitants.

## Localités
La municipalité de Petrovsko compte 12 localités :
| - Benkovec Petrovski - Brezovica Petrovska - Gredenec - Mala Pačetina - Petrovsko - Podgaj Petrovski | - Preseka Petrovska - Rovno - Slatina Svedruška - Stara Ves Petrovska - Svedruža - Štuparje |